# Harrie Smolders
Harrie Smolders, född 10 maj 1980 in Lage Mierde, är en nederländsk ryttare.
Smolders ingick i det nederländska laget som vid OS 2020 placerade sig på en fjärde plats. Vid OS 2024 placerade sig laget återigen på en fjärde plats. I finalhoppningen fick ekipaget ett tidsfel.